# Houston Texans 2016
La stagione 2016 degli Houston Texans è stata la 15ª della franchigia nella National Football League, la terza con Bill O'Brien come capo-allenatore. Con la vittoria nel penultimo turno contro i Cincinnati Bengals, la squadra si aggiudicò il quarto titolo di division della sua storia, il secondo consecutivo. Fu la prima volta nella storia della squadra che la difesa si classificò al primo posto della lega, malgrado l'avere perso per tutta la stagione per infortunio la stella J.J. Watt, concedendo 20,5 punti e 301,3 yard a partita.
Nel primo turno di playoff, Houston batté gli Oakland Raiders ma fu eliminata la settimana successiva in casa dei Patriots futuri vincitori del Super Bowl LI.

## Scelte nel Draft 2016

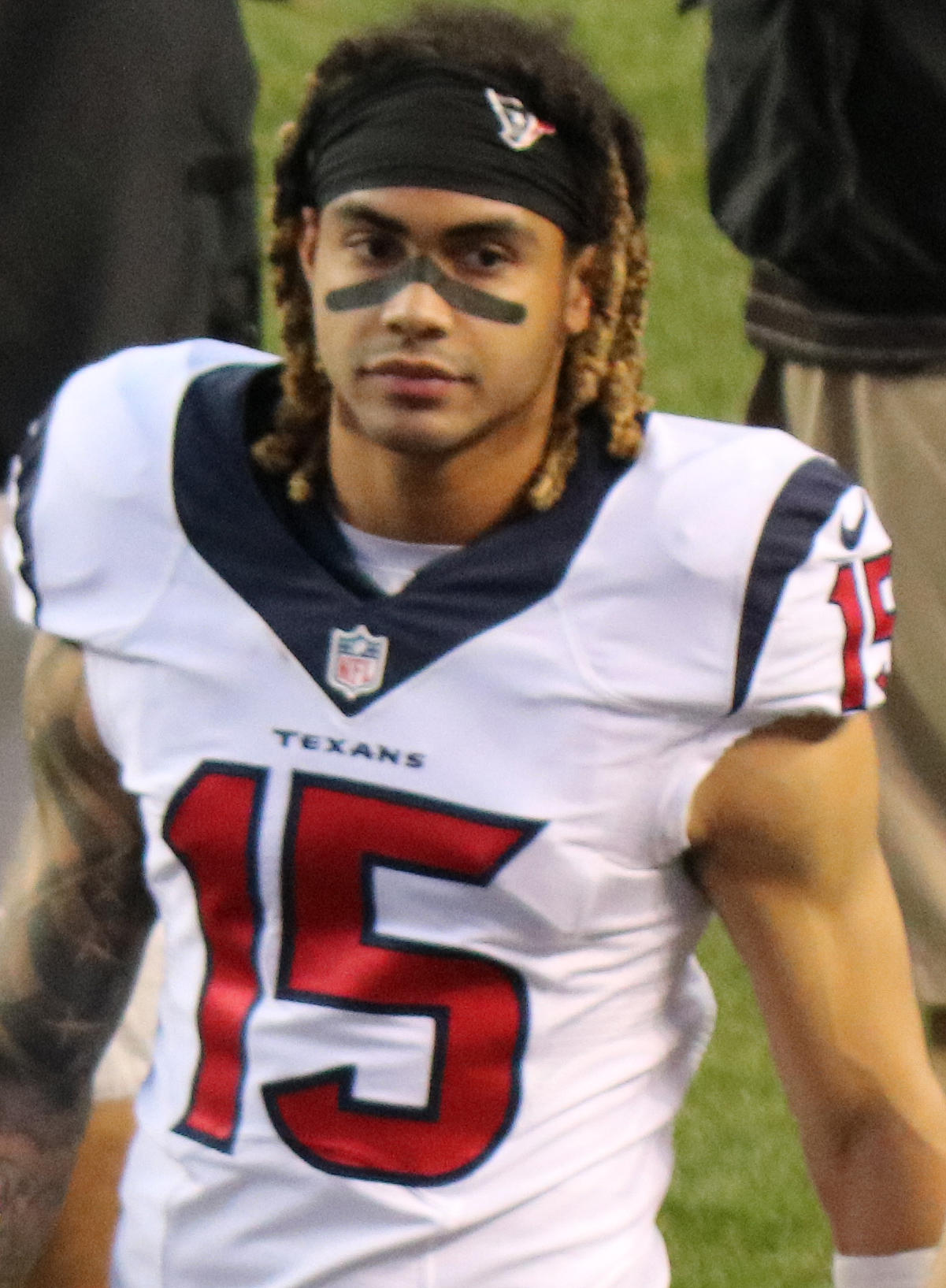
Will Fuller fu la scelta del primo giro dei Texans nel Draft 2016

| Scelte dei Texans nel Draft 2016 |        |                |       |                |
| Giro                             | Scelta | Giocatore      | Ruolo | College        |
| 1                                | 21     | Will Fuller    | WR    | Notre Dame     |
| 2                                | 50     | Nick Martin    | C     | Notre Dame     |
| 3                                | 85     | Braxton Miller | WR    | Ohio State     |
| 4                                | 119    | Tyler Ervin    | RB    | San Jose State |
| 5                                | 159    | K.J. Dillon    | S     | West Virginia  |
| 5                                | 166    | D.J. Reader    | DT    | Clemson        |

## Staff
| Staff degli Houston Texans nel 2016 |
| --- |
| Organi dirigenziali - Fondatore/Chairman/CEO - Bob McNair - Vice Chairman - D. Cal McNair - Vice presidente esecutivo/General Manager – Rick Smith - Presidente – Jamey Rootes - Vice President of Football Administration – Chris Olsen - Vice President of Football Operations – Doug West - Senior Personnel Advisor – Bobby Grier - Direttore del personale professionistico – Brian Gaine - Direttore degli osservatori del college – Jon Carr - Director of Football Research – Jim Bernhardt - Assistente direttore personale prof. – Larry Wright Capo allenatore - Bill O'Brien Altri allenatori - Preparatore atletico – Craig Fitzgerald - Assistente p.a. – Sean Hayes - Assistente p.a. – Brian Bell Allenatori dell'attacco - Coordinatore offensivo/Quarterback - George Godsey - Running Back – Charles London - Wide Receiver – Stan Hixon - Tight End – John Perry - Offensive Line – Mike Devlin - Controllo qualità attacco – Tim Kelly - Assistente attacco – Pat O'Hara Allenatori della difesa - Coordinatore difensivo: Romeo Crennel - Defensive Line – Paul Pasqualoni - Linebacker – Mike Vrabel - Defensive back– John Butler - Assistente d.b. – Anthony Midget - Controllo qualità difesa – Will Lawing - Assistente difesa – Anthony Pleasant Allenatori dello special team - Coordinatore dello Special Team: Bob Ligashesky - Assistente – Doug Colman |

## Roster
| Roster degli Houston Texans nel 2016 |
| --- |
| Quarterback - 17 Brock Osweiler - 3 Tom Savage - 5 Brandon Weeden Running Back - 28 Alfred Blue - 34 Tyler Ervin - 41 Jonathan Grimes - 26 Lamar Miller - 45 Jay Prosch FB Wide Receiver - 15 Will Fuller - 10 DeAndre Hopkins - 13 Braxton Miller - 12 Keith Mumphery - 11 Jaelen Strong Tight End - 89 Stephen Anderson - 87 C.J. Fiedorowicz - 84 Ryan Griffin Offensive Linemen - 78 Oday Aboushi G - 79 Jeff Allen G - 68 Tony Bergstrom C - 76 Duane Brown T - 74 Chris Clark T - 63 Kendall Lamm T - 65 Greg Mancz C - 72 Derek Newton T - 71 Xavier Su'a-Filo G Defensive Linemen - 95 Christian Covington DE - 93 Joel Heath DE - 98 D.J. Reader NT - 91 Devon Still DE - 99 J.J. Watt DE - 75 Vince Wilfork NT Linebacker - 53 Max Bullough ILB - 90 Jadeveon Clowney OLB - 56 Brian Cushing ILB - 50 Akeem Dent ILB - 55 Benardrick McKinney ILB - 59 Whitney Mercilus OLB - 52 Brian Peters ILB - 57 Brennan Scarlett OLB - 51 John Simon OLB Defensive Back - 21 A.J. Bouye CB - 27 Quintin Demps SS - 36 K.J. Dillon SS - 29 Andre Hal FS - 25 Kareem Jackson CB - 31 Charles James (calciatore di football americano)Charles James CB - 30 Kevin Johnson CB - 24 Johnathan Joseph CB - 43 Corey Moore SS - 35 Eddie Pleasant SS Special Team - 8 Nick Novak K - 9 Shane Lechler P - 46 Jon Weeks LS Lista delle riserve - 39 Lonnie Ballentine FS (PUP) - 23 Kurtis Drummond SS (IR) - 7 Ka'imi Fairbairn K (IR) - 66 Nick Martin C (IR) - 77 David Quessenberry T (NF-Ill.) Squadra di allenamento - 14 Quenton Bundrage WR - 73 Joseph Cheek OT - 92 Brandon Dunn DE - 33 Akeem Hunt RB - 94 Ufomba Kamalu DE - 47 Eric Lee OLB - 32 Robert Nelson CB - 42 Shakeel Rashad ILB - 62 Chad Slade G - 83 Eric Tomlinson TE 53 attivi, 5 inattivi, 10 nella squadra di allenamento |
| Legenda - I rookie sono in corsivo. - Il primo ruolo è il principale mentre gli eventuali successivi indicano i ruoli secondari. - (IR) sta per Injured Reserve ed indica la lista ristretta per un solo giocatore infortunato che può tornare ad allenarsi dopo la settimana 6 e a rientrare in prima squadra dopo che questa ha giocato 8 partite. - (NF-Inj.) / (NF-Ill.) stanno rispettivamente per Non-Football Injured e Non-Football Illness ed indicano le liste dove viene inserito un giocatore che ha un infortunio o una malattia non dipendente dal football americano. - (PUP) sta per Physically Unable to Perform ed indica la lista dove viene inserito un giocatore mentre è in attesa di recuperare la condizione fisica. Nella stagione regolare dopo la sesta partita giocata dalla propria squadra, il giocatore ha tempo tre settimane per riprendere ad allenarsi, più tre settimane aggiuntive dal suo rientro agli allenamenti per rientrare in prima squadra. |

## Calendario

### Stagione regolare
| Turno | Data               | Avversario              | Risultato          | Record             | Stadio                              | NFL.com recap      |
| ----- | ------------------ | ----------------------- | ------------------ | ------------------ | ----------------------------------- | ------------------ |
| 1     | 11/9               | Chicago Bears           | V 23–14            | 1–0                | NRG Stadium                         | Recap              |
| 2     | 18/9               | Kansas City Chiefs      | V 19–12            | 2–0                | NRG Stadium                         | Recap              |
| 3     | 22/9               | at New England Patriots | S 0–27             | 2–1                | Gillette Stadium                    | Recap              |
| 4     | 2/10               | Tennessee Titans        | V 27–20            | 3–1                | NRG Stadium                         | Recap              |
| 5     | 9/10               | at Minnesota Vikings    | S 13–31            | 3–2                | U.S. Bank Stadium                   | Recap              |
| 6     | 16/10              | Indianapolis Colts      | V 26–23 (DTS)      | 4–2                | NRG Stadium                         | Recap              |
| 7     | 24/10              | at Denver Broncos       | S 9–27             | 4–3                | Sports Authority Field at Mile High | Recap              |
| 8     | 30/10              | Detroit Lions           | V 20–13            | 5–3                | NRG Stadium                         | Recap              |
| 9     | Settimana di pausa | Settimana di pausa      | Settimana di pausa | Settimana di pausa | Settimana di pausa                  | Settimana di pausa |
| 10    | 13/11              | at Jacksonville Jaguars | V 24–21            | 6–3                | EverBank Field                      | Recap              |
| 11    | 21/11              | at Oakland Raiders      | S 20–27            | 6–4                | Stadio Azteca (Città del Messico)   | Recap              |
| 12    | 27/11              | San Diego Chargers      | S 13–21            | 6–5                | NRG Stadium                         | Recap              |
| 13    | 4/12               | at Green Bay Packers    | S 13–21            | 6–6                | Lambeau Field                       | Recap              |
| 14    | 11/12              | at Indianapolis Colts   | V 22–17            | 7–6                | Lucas Oil Stadium                   | Recap              |
| 15    | 18/12              | Jacksonville Jaguars    | V 21–20            | 8–6                | NRG Stadium                         | Recap              |
| 16    | 24/12              | Cincinnati Bengals      | V 12–10            | 9–6                | NRG Stadium                         | Recap              |
| 17    | 1/1                | at Tennessee Titans     | S 17–24            | 9–7                | Nissan Stadium                      | Recap              |

Note: Gli avversari della propria division sono in grassetto.

### Playoff
| Turno      | Data | Avversario (seed)           | Risultato | Record | Stadio           | NFL.com recap |
| ---------- | ---- | --------------------------- | --------- | ------ | ---------------- | ------------- |
| Wild Card  | 7/1  | Oakland Raiders (5)         | V 27–14   | 1–0    | NRG Stadium      | Recap         |
| Divisional | 14/1 | at New England Patriots (1) | S 16–34   | 1–1    | Gillette Stadium | Recap         |

### American Football Conference
| Pos                 | Squadra              | Division           | V                  | S                  | P                  | %                  | Div                | Conf               | SOS                | SOV                | Striscia           |
| Leader di division  | Leader di division   | Leader di division | Leader di division | Leader di division | Leader di division | Leader di division | Leader di division | Leader di division | Leader di division | Leader di division | Leader di division |
| ------------------- | -------------------- | ------------------ | ------------------ | ------------------ | ------------------ | ------------------ | ------------------ | ------------------ | ------------------ | ------------------ | ------------------ |
| 1.                  | New England Patriots | East               | 14                 | 2                  | 0                  | .875               | 5-1                | 11-1               | .439               | .424               | 7 V                |
| 2.                  | Kansas City Chiefs   | West               | 12                 | 4                  | 0                  | .750               | 6-0                | 9-3                | .508               | .479               | 2 V                |
| 3.                  | Pittsburgh Steelers  | North              | 11                 | 5                  | 0                  | .688               | 5-1                | 9-3                | .494               | .423               | 7 V                |
| 4.                  | Houston Texans       | South              | 9                  | 7                  | 0                  | .563               | 5-1                | 7-5                | .502               | .427               | 1 S                |
| Wild card           |                      |                    |                    |                    |                    |                    |                    |                    |                    |                    |                    |
| 5.                  | Oakland Raiders      | West               | 12                 | 4                  | 0                  | .750               | 3-3                | 9-3                | .504               | .443               | 1 S                |
| 6.                  | Miami Dolphins       | East               | 10                 | 6                  | 0                  | .625               | 4-2                | 7-5                | .455               | .341               | 1 S                |
| Escluse dai playoff |                      |                    |                    |                    |                    |                    |                    |                    |                    |                    |                    |
| 7.                  | Tennessee Titans     | South              | 9                  | 7                  | 0                  | .563               | 2-4                | 6-6                | .465               | .458               | 1 V                |
| 8.                  | Denver Broncos       | West               | 9                  | 7                  | 0                  | .563               | 2-4                | 6-6                | .549               | .455               | 1 V                |
| 9.                  | Baltimore Ravens     | North              | 8                  | 8                  | 0                  | .500               | 4.2                | 7-5                | .498               | .363               | 2 S                |
| 10.                 | Indianapolis Colts   | South              | 8                  | 8                  | 0                  | .500               | 3-3                | 5-7                | .492               | .406               | 1 V                |
| 11.                 | Buffalo Bills        | East               | 7                  | 9                  | 0                  | .438               | 1-5                | 4-8                | .482               | .339               | 2 S                |
| 12.                 | Cincinnati Bengals   | North              | 6                  | 9                  | 1                  | .406               | 3-3                | 5-7                | .521               | .333               | 1 V                |
| 13.                 | New York Jets        | East               | 5                  | 11                 | 0                  | .313               | 2-4                | 4-8                | .518               | .313               | 1 V                |
| 14.                 | San Diego Chargers   | West               | 5                  | 11                 | 0                  | .313               | 1-5                | 4-8                | .543               | .513               | 5 S                |
| 15.                 | Jacksonville Jaguars | South              | 3                  | 13                 | 0                  | .188               | 2-4                | 2-10               | .527               | .417               | 1 S                |
| 16.                 | Cleveland Browns     | North              | 1                  | 15                 | 0                  | .063               | 0-6                | 1-11               | .549               | .313               | 1 S                |

Note
- Sotto la colonna SOV è indicata la percentuale della Strenght of Victory, statistica che riporta la percentuale di vittoria delle squadre battute da una particolare squadra (il valore assume rilievo come discriminante ai fini della classifica in caso di un record stagionale identico fra due squadre).
- Sotto la colonna SOS è indicata la percentuale della Strenght of Schedule, valore determinato da una formula che calcola la percentuale di vittoria di tutte le squadre che una singola squadra deve affrontare durante la stagione (il valore, insieme alla SOV, assume rilievo come discriminante ai fini della classifica in caso di un record stagionale identico fra due squadre).

- Sotto la colonna Div è indicato il bilancio vittorie-sconfitte (record) contro le squadre appartenenti alla stessa division di appartenenza (AFC West).
- Sotto la colonna Conf viene indicato il record contro le squadre appartenenti alla stessa conference di appartenenza (AFC).